# Sjöräddning i Danmark

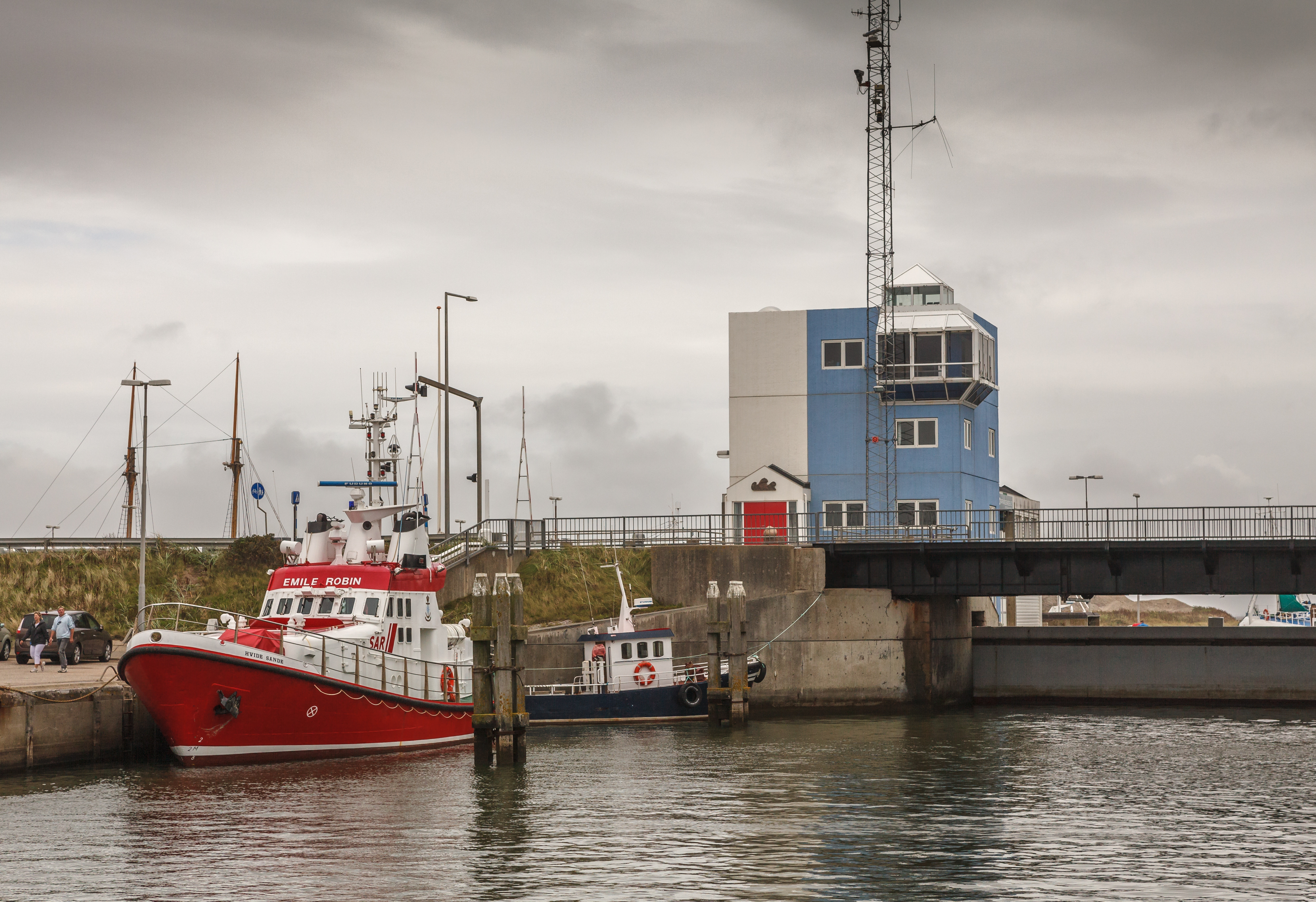
Hvide Sande Redningsstation med Rescue Emile Robin

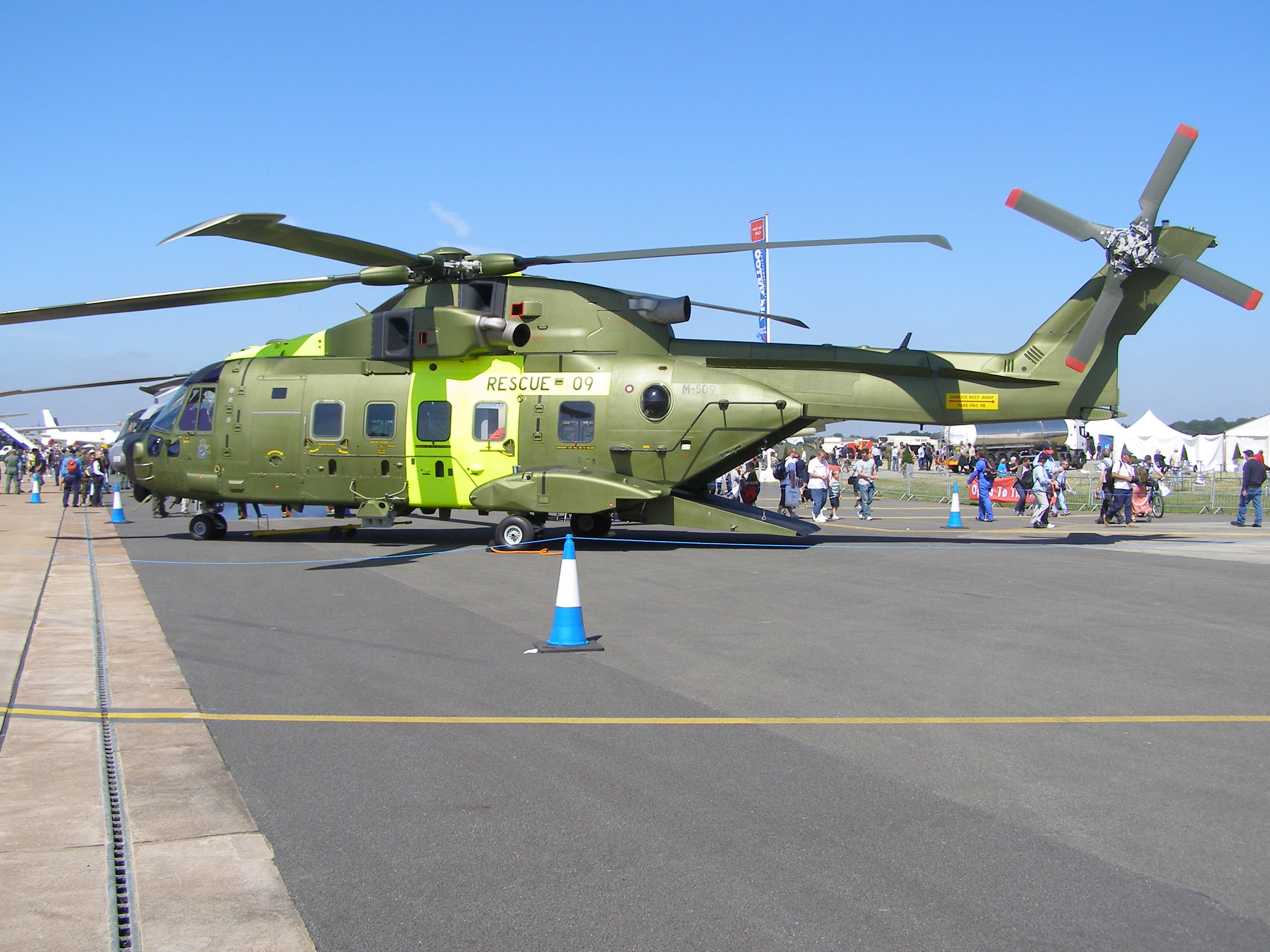
En av Danmarks flygvapens SAR-helikoptrar av typ Agusta Westland AW-101 Merlin, 2006

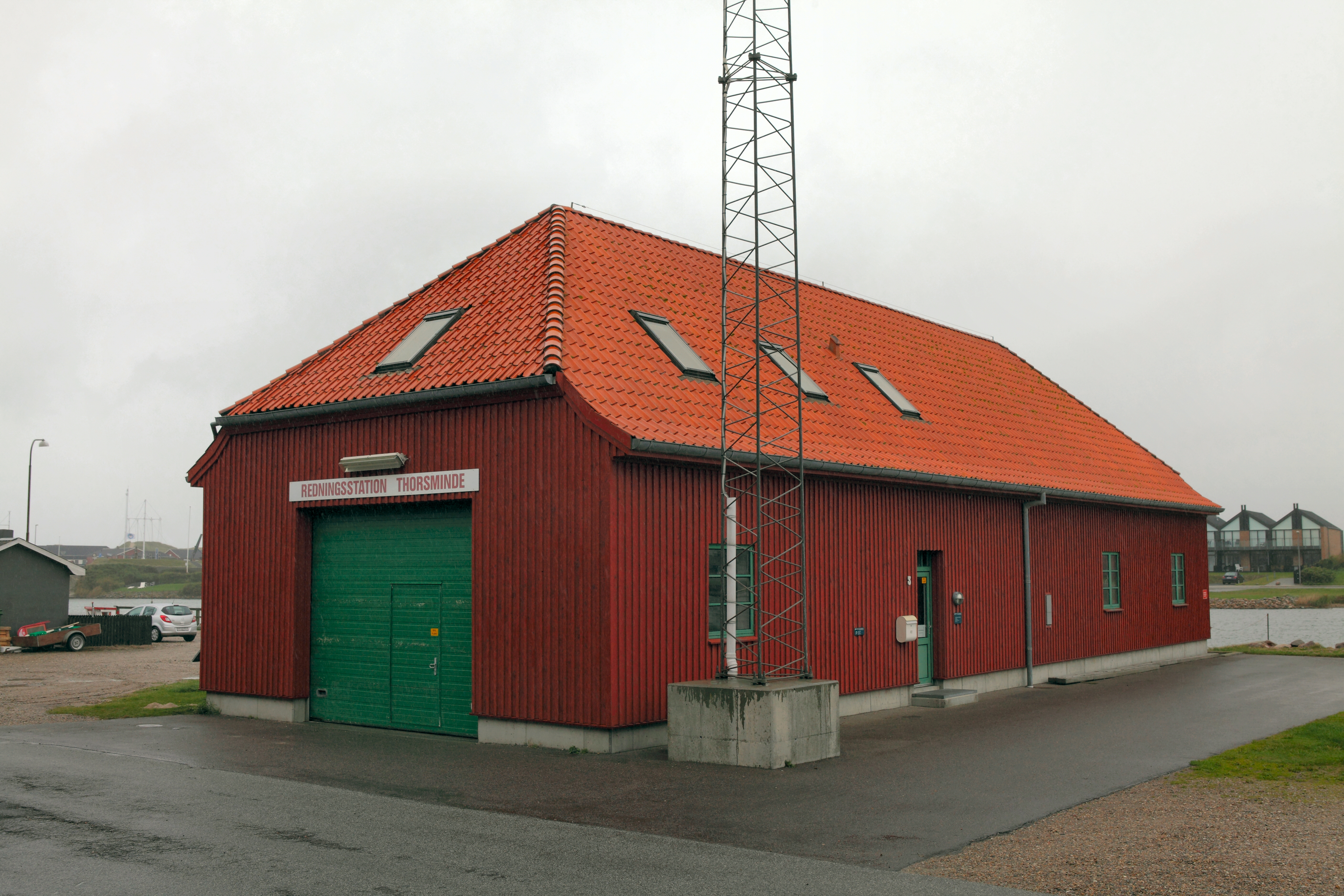
Redningsstation Thorsminde, byggd 1939

Sjöräddning i Danmark bedrivs i huvudsak i statlig regi, med ett mindre inslag av privatfinansierad verksamhet än i flertalet andra kustländer i Europa.
Den första danska räddningsbåtsstationen inrättades 1822 i Snogebæk på Bornholm som ett privat initiativ efter en donation av en räddningsbåt av strandingskommissionæren H. J. Hansen (1801-1854) i Svaneke. Uppkomsten av ett organiserat, statligt sjöräddningsväsende i Danmark tjugofem år senare tillskrivs Christopher Berent Claudi i Lemvig i Västjylland. Han växte upp på Jyllands västkust och blev vid 25 års ålder strandopsynsmand och senare strandingskommissionær. Han reste 1845 på egen bekostnad till England för att studera hur sjöräddningsväsendet fungerade där. År 1847 förliste det brittiska skeppet Vertumnus nära Harboøre med förlust av fyra av de 13 ombordvarande, och Claudi medverkade själv i räddningsoperationen i en fiskebåt. Den första räddningsbåten byggdes 1846 av skeppsbyggmästaren Ertmann Peter Bonnesen (1809–1877) i Christianshavn i Köpenhamn, som hade studerat byggen av livbåtar i England. Den båten placerades i Agger.
Christopher Berent Claudis arbete för att främja sjöräddning ledde till att kung Kristian VIII 1847 beviljade medel för att anskaffa raketapparater, en sjöräddningsbåt och simbälten. På försöksbasis inrättades samma år Flyvholm Redningsstation och Redningsstation Tuskær, båda i nuvarande Lemvigs kommun.
Det Nørrejyske Redningsvæsen inrättades med en lag 1852, och Christopher Berent Claudi utnämndes då till dess första chef. Det Nørrejyske Redningsvæsen bestod då av 19 räddningsstationer mellan Skagen i norr till Blåvand i söder. Samtidigt inrättades Det Bornholmske Redningsvæsen med sjöräddningsstationer på Bornholm under en chef i Rønne.
Betoningen låg till att börja med på Jyllands Nordsjökust och Östersjön runt Bornholm, men efterhand inrättades stationer också på Jyllands östkust (1860), Læsø (1870 och 1876) och Anholt (1879). Møn fick en raketstation 1882. 

## Sjöräddning idag
Det statliga ansvaret ligger hos Søværnet, som också driver Danmark JCCC, den nationella sjö- och flygräddningscentralen i Forsvarets Operationscenter i Århus. Søværnet driver sjöräddningsverksamheten genom Kystredningstjenesten, som 1973–2011 låg under Farvandsvæsenet. Före 1973 låg ansvaret på Redningsvæsenet, som var en direkt arvtagare av Det Nørrejyske Redningsvæsen och Det Bornholmske Redningsvæsen. Danmarks flygvapen sköter Danmarks sjöräddningshelikoptrar.
Kystredningstjenesten har 21 sjöräddningsstationer och omkring 200 sjöräddare.
Dansk Søredningsselskab grundades 2004 och har sitt huvudkontor i Helsingør. Det bedriver med privata medel sjöräddning med 320 frivilliga på 13 räddningsstationer i danska farvatten.
Dansk Søredningsselskab disponerar omkring 18 räddningsfarkoster, varav flertalet är öppna räddningsbåtar. Sedan 2018 har fyra nya stationer inrättats och organisationen har som inriktning att till 2025 inrätta ytterligare två räddningsstationer.